# Aspila katerinae
Aspila katerinae är en fjärilsart som beskrevs av Koutsaftikis 1973. Aspila katerinae ingår i släktet Aspila och familjen nattflyn. Inga underarter finns listade i Catalogue of Life.